# Funkadelic
Фанкаделик (engl. Funkadelic) је амерички бенд који је највише био истакнут 1970.их година. Бенд и његова сестра, бенд Парламент, обоје вођени Џорџом Клинтоном пионири су фанк музичке културе те деценије.
У односу на сестрински чин, Фанкаделик је наставио тежи, психоделички рок-оријентисани звук.

## Историја

### Историјска позадина
Група која ће постати Фанкаделик првобитно је формирао Џорџ Клинтон 1964. године као неименована музичка подршка његовој ду-вуп групи Парламент на турнеји. Бенд су првобитно чинили музичари Френки Боис, Ричард Боис и Лангстон Бут и пет чланова групе Парламента у вокалу. Боис, Боис и Бут су били у војсци 1966. године, а Клинтон је 1967. регрутовао басисту Били Бес Нелсон-а и гитаристу Едие Хезел-а, а затим је додао и гитаристу Тавл Рос-а и бубњара Тики Фулфуд-а. Назив бенда "Фанкаделик" је продуцирао Нелсон након што се бенд преселио у Детроит. До 1968. године, због спора са Ревилот-ом, музичком компанијом која је имала име "Парламент", ансамбл је почео да свира под именом Фанкаделик.

### Психоделичка ера
Фанкаделик потписује уговор са издавачком кућом Вестбоунд(engl. Westbound) 1968. Током овог периода, музика је у еволвирала из соул-а и ду-вуп-а у јачи, гитаром предвођен микс психоделичног рока, соул-а и функ-а. Музика им је била под великим утицајем популарне музике у то време као и тадашњим политичким покретима. Џими Хендрикс и Слy Стоун су били огромна инспирација. Овај стил је касније прерастао у фанк базиран на гитари (1971—1975), који је на врхунцу њихове славе постепено додавао елементе Р&Б-а и електронске музике са што мање елемената психоделичног рока. Бенд је имао свој први уживо телевизијски наступ у емисији Саy Бротхер, 7. октобра 1969. Одсвирали су песме "Into My Own Thing", "What Is Soul?", "(I Wanna) Testify", "I Was Made to Love Her" (Стиви Вондер обрада), "Friday Night, August 14th" and "Music for My Mother". Истоимени деби албум групе, Funkadelic објављен је 1970. године. На листи су наведени организатори Мики Аткинс као и Клинтон, Фулвуд, Хезел, Нелсон и Рос. У снимку су укључени и остали певачи Парламента (још увек необрађени због уговорних разлога), неколико неутврђених сесија музичара потом запошљава Мотовн, као и Раи Монете и будући П-Функ носилац Берни Ворел. Берни Ворел је официјелно признат кад је почео  са Фанкаделик-овим другим албумом, 1970. Free Your Mind... and Your Ass Will Follow.. Следећи албум Maggot Brain је уследио 1971. Прва три албума су одражавала јаке психоделичне утицаје и ограничен комерцијални потенцијал упркос томе што су многе њихове песме утицале на бројне будуће фанк, рок и хип хоп уметнике.
Након објављивања Maggot Brain, Функаделик постава се знатно проширила. Тавл Рос је био недоступан након што је искусио лош ЛСД трип или овердозу спидом, Бил Бас Нелсон и Еди Хезл су одусталк због финансијских потешкоћа. Од ове тачке многи музичари и певачи ће бити додати кроз историју Фанкаделика (и Парламента). У њих спадају и неки чланови бенда од Џејмс Браун-а. Најзначајнији од њих су били Бутси Колинс и Хорни Хорнс. Бутси његов брат Катфиш Колинс су били рекруисани од стране Клинтон-а да замене места Нелсона и Хазел-а. Конкретно Бутс је био од великог значаја и знатно је допринео П-Функ звуку. Нова постава 1972. објављује дупли албум America Eats Its Young.  Постава се стабилизовала са албумом Cosmic Slop 1973. којем је допринео недавно додат певач-гитариста  Гери Шидер. Након напуштања бенда, Еди Хезел је провео годину дана у затвору након напада на стјуардесу под утицајем ПЦП-а, онда се вратио и дао свој велики допринос 1974. албуму Standing on the Verge of Getting It On.

### П-Фанк
Џорџ Клинтон је оживео Парламент 1974. године. Парламент и Фанкаделик су обухватали исте људе али су постојали као два имена. У почетку, Парламент је био одређен као више мејнстрим фанк енсамбл у којем доминирају соул вокали. У исто време Фанкаделик је био одређен као више експерименталан, базиран на гитари и фристајлу, фанк бенд. Енсамбл је ишао на турнеје под комбинованим именом Парламент-Фанкаделик или једноставно П- Функ.

## Дискографија
- Funkadelic(1970)
- Free Your Mind... and Your Ass Will Follow (1970)
- Maggot Brain (1971)
- America Eats Its Young (1972)
- Cosmic Slop (1973)
- Standing on the Verge of Getting It On (1974)
- Let's Take It to the Stage (1975)
- Tales of Kidd Funkadelic (1976)
- Hardcore Jollies (1976)
- One Nation Under a Groove (1978)
- Uncle Jam Wants You (1979)
- Connections & Disconnections (1980)
- The Electric Spanking of War Babies (1981)
- By Way of the Drum (2007)
- Toys (2008)
- First Ya Gotta Shake the Gate (2014)